# Calamacris clendoni
Calamacris clendoni är en insektsart som beskrevs av Rehn, J.A.G. 1904. Calamacris clendoni ingår i släktet Calamacris och familjen Pyrgomorphidae. Inga underarter finns listade i Catalogue of Life.